# Blåkragad biätare
Blåkragad biätare (Merops variegatus) är en fågel i familjen biätare inom ordningen praktfåglar.

## Utseende och läte
Blåkragad biätare är en vacker biätare med grön rygg, gul strupe och beigefärgad undersidan. Tvärs över bröstet syns ett mörkt band som varierar i färg geografiskt, från svart till blåglänsande. I flykten syns tydligt mönster med rostfärgade fläckar och svarta band på vingar och stjärt. Lätena är korta och fylligt drillande. Arten är mycket lik dvärgbiätare, men är något större och har en ljus fläck på den gula strupens bakre del. 

## Utbredning och systematik
Den blåkragade biätaren förekommer i Afrika och delas idag vanligen in i tre underarter med följande utbredning:
- M. v. bangweoloensis – från östra Angola till sydöstra Kongo-Kinshasa, Zambia och allra västligaste Tanzania
- M. v. loringi – från sydöstra Nigeria och Kamerun till Uganda och Kenya
- M. v. variegatus – från Gabon, Río Muni och sydvästra Kamerun till Kongo-Kinshasa och norra Angola

Tidigare behandlades etiopienbiätare som underart till blåkragad biätare, men urskiljs numera vanligen som egen art.

## Levnadssätt
Blåkragad biätare hittas i fuktiga och öppna miljöer som savann, jordbruksbygd och skogsbryn.

## Status
Arten har ett stort utbredningsområde och beståndet anses stabilt. Internationella naturvårdsunionen IUCN listar den därför som livskraftig (LC).